# Ready for the Weekend
Ready for the Weekend je druhé album skotského zpěváka a hudebního producenta Calvina Harrise, vydané 14. srpna 2009 v Austrálii a 17. srpna 2009 ve Spojeném království. V USA vyšlo CD nejdříve v digitální (18. srpna 2009) a následně 6. října ve fyzické podobě. Album má ocenění zlatá deska za více než 100 000 prodaných kopií.

## Pozadí
3. dubna 2008 Calvin Harris oznámil, že jedinou kopii nadcházejícího alba měl uloženou ve svém notebooku, který ztratil na letišti v Heathrow v Londýně. Harris později přiznal, že se ztrátou lhal, protože doufal, že by mu to mohlo pomoct nahnat nějaký čas k dokončení alba.
V létě 2009 byla píseň "Yeah Yeah Yeah La La La" použita v reklamě na Coca-Colu.

## Seznam písní
1. "The Rain" – 4:36
2. "Ready for the Weekend" – 3:37
3. "Stars Come Out" – 4:28
4. "You Used to Hold Me" – 3:51
5. "Blue" – 3:41
6. "I'm Not Alone" – 3:31
7. "Flashback" – 3:49
8. "Worst Day" (featuring Izza Kizza) – 3:46
9. "Relax" – 3:49
10. "Limits" – 3:42
11. "Burns Night" – 2:20
12. "Yeah Yeah Yeah La La La" – 3:17
13. "Dance wiv Me" (Dizzee Rascal featuring and Chrome) – 4:24
14. "5iliconeator" – 3:29

iTunes edice
1. "Greatest Fear" – 6:20

USA iTunes edice
1. "Greatest Fear" – 6:20
2. "I'm Not Alone" (deadmau5 Mix) – 8:15

Japonská edice
1. "Ready for the Weekend" (High Contrast Remix)
2. "Ready for the Weekend" (Fake Blood Remix)
3. "I'm Not Alone" (Tiësto Remix)
4. "I'm Not Alone" (Taku Takahashi Remix)